# Ivanopil, Litîn
Ivanopil (în ucraineană Іванопіль) este un sat în comuna Uladivka din raionul Litîn, regiunea Vinnița, Ucraina.

## Demografie
Componența lingvistică a localității Ivanopil
     Ucraineană (99,07%)
     Alte limbi (0,93%)
Conform recensământului din 2001, majoritatea populației localității Ivanopil era vorbitoare de ucraineană (99,07%), existând în minoritate și vorbitori de alte limbi.